# Iszméné
Iszméné az Oidipusz és Iokaszté házasságából született négy gyermek (Antigoné, Iszméné, Eteoklész és Polüneikész) egyike, thébai királylány. Visszariadt attól, hogy nővéréhez, Antigonéhoz hasonlóan dacoljon az új thébai király, Kreón parancsával, és segítsen neki eltemetni halott bátyjuk, Polüneikész gyalázatra ítélt holttestét. Még óvta is ettől nővérét, de praktikus érveire az csak megvetéssel felelt. Később, amikor Antigoné tettét felfedezték, és Iszméné is gyanúba került, már vállalta volna az el sem követett tettet, de nővére büszkén visszautasította.